# Panamerikanisme

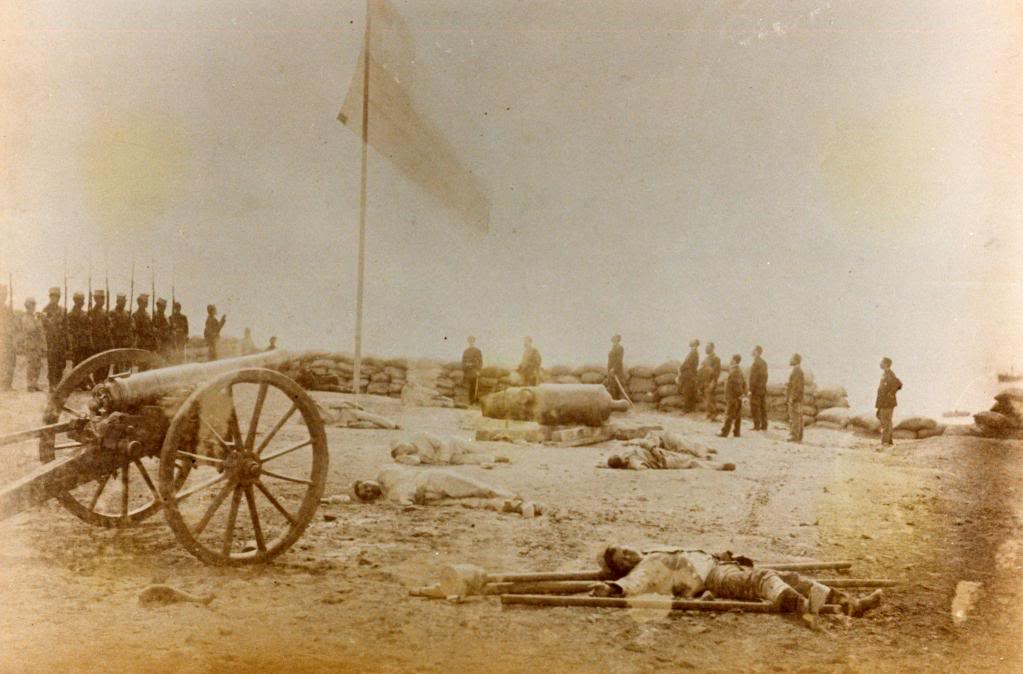
Oorlogen als de Oorlog van de Grote Oceaan maakten een einde aan de pan-Amerikaanse dromen

Panamerikanisme is het streven naar een verenigd Amerika. Wanneer het streven zich alleen richt op een verenigd Latijns-Amerika wordt het ook wel Panibero-Amerikanisme genoemd. Streven vanuit de Verenigde Staten om haar invloed over het gehele Amerikaanse continent uit te breiden wordt interamerikanisme genoemd.

## Geschiedenis
Tijdens de onafhankelijkheidsoorlogen in Spaans-Amerika hoopten Simón Bolívar en de zijnen dat Amerika na het Spaanse juk afgeworpen te hebben, als verenigde republiek verder zou kunnen gaan. De federaties die na de onafhankelijkheid werden gevormd, zoals de Confederatie van Peru en Bolivia,  Groot-Colombia en de Verenigde Staten van Centraal-Amerika vielen echter al na korte tijd uit elkaar. De verschillende landen van Latijns-Amerika en vooral de verschillende heersers lieten hun eigenbelang prevaleren boven het panamerikanisme; Bolivar verzuchtte dan ook op zijn sterfbed dat zijn levensdoel zinloos was geweest. De Verenigde Staten, waartegen de Latijns-Amerikaanse onafhankelijkheidsstrijders eerst opkeken, bleek er na de Mexicaans-Amerikaanse Oorlog op gericht te zijn haar eigen invloedssfeer uit te breiden ten koste van de Latijns-Amerikaanse landen. De heersers van de verschillende Latijns-Amerikaanse landen bleven vaak in woorden het panamerikanisme en de band met de Latijns-Amerikaanse broerdervolken steunen; maar in de praktijk kenden de verschillende landen vaak alleen maar onderlinge conflicten.
Intellectuelen bleven het panamerikanisme echter steunen. Te beginnen in 1826, met het Congres van Panama onder leiding van Simon Bolivar en nadien werden er regelmatig pan-Amerikaanse congressen gehouden. De eerste moderne Pan-American Conference werd gehouden in Washington D.C. in 1889/1890. Op de Dominicaanse Republiek na waren alle Amerikaanse landen aanwezig. Men sloot onder andere verdragen over grensgeschillen en onderlinge tariefmuren. In de Tweede Wereldoorlog schaarden bijna alle Amerikaanse landen zich aan de kant van de geallieerden. Na de oorlog werd het Verdrag van Chapultepec getekend waarin 20 Amerikaanse republieken elkaar onderlinge bijstand beloofden in geval van een buitenlandse aanval, en drie jaar later werd de Organisatie van Amerikaanse Staten opgericht.
Naast deze door de Verenigde Staten gesteunde initiatieven voor Amerikaanse samenwerking bestond en bestaat er in Latijns-Amerika ook een stroming die zich richt op een verenigd Latijns-Amerika, dat zich juist moet afzetten tegen de Verenigde Staten. In het verleden werd dit panibero-amerikanisme onder andere gesteund door de Mexicaanse filosoof José Vasconcelos en de Argentijnse revolutionair Che Guevara. Tegenwoordig geniet deze beweging in Latijns-Amerika een toenemende belangstelling, en voornamelijk de vroegere Venezolaanse president wijlen Hugo Chávez heeft regelmatig panibero-Amerikaanse geluiden laten horen. Zo tekende hij onder andere het Bolivariaanse Alliantie voor de Amerika's, een samenwerkingsverdrag met een aantal Latijns-Amerikaanse landen. Ook de recentelijk opgerichte Zuid-Amerikaanse Statengemeenschap kan in het licht van het panibero-amerikanisme gezien worden.

## Voormalige panamerikaanse staten
- Antilliaanse Confederatie: Cuba, Dominicaanse Republiek en Puerto Rico
- Confederatie van Peru en Bolivia: Bolivia en Peru
- Federatie van de Anes: Bolivia, Colombia en Peru
- Republiek van Centraal-Amerika: El Salvador, Honduras en Nicaragua
- Groot-Colombia: Ecuador, Republiek Nieuw-Granada en Venezuela
- Verenigde Provincies van de Río de la Plata: Argentijnse Confederatie en Uruguay
- Verenigde Staten van Centraal-Amerika: Costa Rica, El Salvador, Guatemala, Honduras en Nicaragua

## Panamerikaanse staten
- Antigua en Barbuda
- Saint Kitts en Nevis
- Saint Vincent en de Grenadines
- Trinidad en Tobago
- Verenigde Staten

## Voorgestelde fusie
- Verenigd Koninkrijk van Ecuador, Peru en Bolivia: Bolivia, Ecuador en Peru

## Intergouvernementele organisaties
- ALBA (2004)
- Andesgemeenschap (1969)
- Caricom (1973)
- Mercosur (1991)
- NAFTA (1994)
- Riogroep (1986)
- OAS (1948)
- OOCS (1981)
- Centraal-Amerikaans Integratiesysteem (1991)
- Unie van Zuid-Amerikaanse Naties (2008)

## Muntunies
- Amerikaanse dollar in de Verenigde Staten, El Salvador, Ecuador, Panama, Britse Maagdeneilanden, Turks- en Caicoseilanden en Caribisch Nederland
- Antilliaanse gulden in Curaçao en Sint Maarten.
- Oost-Caribische dollar in 8 Caraïbische landen